# Tevaram
Das Tevaram (Tamil: தேவாரம் Tēvāram [ˈteːʋaːrʌm] ; auch Thevaram oder Devaram) ist eine Sammlung von tamilischen Hymnen an den hinduistischen Gott Shiva. Die Hymnen des Tevaram gehören zur Bhakti-Literatur und wurden im 7./8. Jahrhundert von den drei Autoren Sambandar, Appar und Sundarar verfasst. Das Tevaram bildet den wichtigsten Teil des Kanons des tamilischen Shivaismus (Tirumurai) und besitzt bis heute große religiöse Bedeutung. Seine Hymnen werden in tamilischen Shiva-Tempeln rituell rezitiert und seine Autoren, kollektiv als Muvar („die Drei“) bezeichnet, werden als Dichterheilige (Nayanmar) verehrt. Die meisten der Hymnen des Tevaram behandeln einen bestimmten Tempel des Gottes Shiva. Die im Tevaram erwähnten Stätten (Padal Petra Sthalam) gelten als heilige Orte des tamilischen Shivaismus.
Das Tevaram umfasst die ersten sieben der zwölf Bücher des Tirumurai. Die Bücher I bis III wurden von Sambandar, die Bücher IV bis VI von Appar und das Buch VII von Sundarar verfasst. Die sieben Bücher enthalten insgesamt 798 Hymnen, wobei eine Hymne in der Regel aus zehn oder elf vierzeiligen Strophen besteht. Insgesamt umfasst das Tevaram 8272 Strophen.

## Textbeispiel
„தோடு உடைய செவியின் விடை ஏறி ஓர் தூ வெண்மதி சூடி

காடு உடைய சுடலைப் பொடி பூசி என் உள்ளம் கவர் கள்வன்

ஏடு உடைய மலரான் முனைநாள் பணிந்து ஏத்த அருள்செய்த

பீடு உடைய பிரமாபுரம் மேவிய பெம்மான் இவன் அன்றே.“

„Tōṭu uṭaiya ceviyaṉ viṭai ēṟi, ōr tū veṇ mati cūṭi,

kāṭu uṭaiya cuṭalaip poṭi pūci, eṉ uḷḷaṅ kavar kaḷvaṉ,

ēṭu uṭaiya malarāṉ muṉai nāḷ paṇintu ētta, aruḷ ceyta

pīṭu uṭaiya piramāpuram mēviya pemmāṉ ivaṉ, aṉṟē.“

„Der mit dem Blatt im Ohr, den Bullen besteigend, einen reinweißen Mond tragend,

mit Staub vom Verbrennungsplatz in der Wildnis beschmiert, der Räuber, der mein Herz gepackt hat,

der, da der von der beblätterten Blüte an einem früheren Tag [ihn] unterwürfig pries, Gnade erwies,

der im großen Brahmāpuram weilt, der Gott [ist] dies, nicht wahr?“